# Čížkov, Plzeň-jih
Čížkov là một làng thuộc huyện Plzeň-jih, vùng Plzeňský, Cộng hòa Séc.